# Championnat d'Écosse de football 1966-1967
Navigation
Édition précédente Édition suivante
La 70e édition du championnat d'Écosse de football est remportée par le Celtic Football Club. C’est le 23e titre de champion et le deuxième consécutif du club de Glasgow. Le Celtic l’emporte avec 3 points d’avance sur le Rangers FC. Le Clyde FC complète le podium.
Le système de promotion/relégation reste en place: descente et montée automatique, sans matchs de barrage pour les deux derniers de première division et les deux premiers de deuxième division. Saint Mirren et Ayr United descendent en deuxième division. Ils sont remplacés pour la saison 1967/68 par Greenock Morton et Raith Rovers.
Avec 21 buts marqués en 34 matchs,  Stevie Chalmers de Celtic FC remporte pour la première foisle classement des meilleurs buteurs du championnat.

## Les clubs de l'édition 1966-1967
| \| Aberdeen FC Glasgow · Celtic - Rangers - Partick Thistle Dundee · Dundee FC-United Édimbourg · Heart - Hibernian Motherwell FC Kilmarnock FC Saint Mirren Fife · Dunferm.-Stirling Falkirk FC Saint Johnstone Clyde FC Airdrieonians Ayr United \| Localisation des clubs engagés dans le championnat. |
| Aberdeen FC Glasgow · Celtic - Rangers - Partick Thistle Dundee · Dundee FC-United Édimbourg · Heart - Hibernian Motherwell FC Kilmarnock FC Saint Mirren Fife · Dunferm.-Stirling Falkirk FC Saint Johnstone Clyde FC Airdrieonians Ayr United                                                           |

| Club                               | Ville       |
| ---------------------------------- | ----------- |
| Aberdeen Football Club             | Aberdeen    |
| Airdrieonians Football Club        | Airdrie     |
| Ayr United Football Club           | Ayr         |
| Celtic Football Club               | Glasgow     |
| Clyde Football Club                | Glasgow     |
| Dundee Football Club               | Dundee      |
| Dundee United Football Club        | Dundee      |
| Dunfermline Athletic Football Club | Dunfermline |
| Falkirk Football Club              | Falkirk     |
| Heart of Midlothian Football Club  | Édimbourg   |
| Hibernian Football Club            | Leith       |
| Kilmarnock Football Club           | Kilmarnock  |
| Motherwell Football Club           | Motherwell  |
| Partick Thistle Football Club      | Glasgow     |
| Rangers Football Club              | Glasgow     |
| Saint Johnstone Football Club      | Perth       |
| Saint Mirren Football Club         | Paisley     |
| Stirling Albion Football Club      | Stirling    |

## Compétition

### Classement
Le classement est établi sur le barème de points classique (victoire à 2 points, match nul à 1, défaite à 0).
| Rang | Équipe               | Pts | J  | G  | N  | P  | Bp  | Bc | Diff |
| ---- | -------------------- | --- | -- | -- | -- | -- | --- | -- | ---- |
| 1    | Celtic FC T+C        | 58  | 34 | 26 | 6  | 2  | 111 | 33 | +78  |
| 2    | Rangers FC           | 55  | 34 | 24 | 7  | 3  | 92  | 31 | +61  |
| 3    | Clyde FC             | 46  | 34 | 20 | 6  | 8  | 64  | 48 | +16  |
| 4    | Aberdeen FC          | 42  | 34 | 17 | 8  | 9  | 72  | 38 | +34  |
| 5    | Hibernian FC         | 42  | 34 | 19 | 4  | 11 | 72  | 49 | +23  |
| 6    | Dundee FC            | 41  | 34 | 16 | 9  | 9  | 74  | 51 | +23  |
| 7    | Kilmarnock FC        | 40  | 34 | 16 | 8  | 10 | 59  | 46 | +13  |
| 8    | Dunfermline Athletic | 38  | 34 | 14 | 10 | 10 | 72  | 52 | +20  |
| 9    | Dundee United        | 37  | 34 | 14 | 9  | 11 | 68  | 62 | +6   |
| 10   | Motherwell FC        | 31  | 34 | 10 | 11 | 13 | 59  | 60 | -1   |
| 11   | Heart of Midlothian  | 30  | 34 | 11 | 8  | 15 | 39  | 48 | -9   |
| 12   | Partick Thistle FC   | 30  | 34 | 9  | 12 | 13 | 49  | 68 | -19  |
| 13   | Airdrieonians P      | 28  | 34 | 11 | 6  | 17 | 41  | 53 | -12  |
| 14   | Falkirk FC           | 26  | 34 | 11 | 4  | 19 | 33  | 70 | -37  |
| 15   | Saint Johnstone      | 25  | 34 | 10 | 5  | 19 | 53  | 73 | -20  |
| 16   | Stirling Albion FC   | 19  | 34 | 5  | 9  | 20 | 31  | 85 | -54  |
| 17   | Saint Mirren         | 15  | 34 | 4  | 7  | 23 | 25  | 81 | -56  |
| 18   | Ayr United P         | 9   | 34 | 1  | 7  | 26 | 20  | 86 | -66  |

| Légende : Qualifications et relégations | Légende : Qualifications et relégations                                |
| --------------------------------------- | ---------------------------------------------------------------------- |
|                                         | Champion d'Écosse. Qualifié pour la Coupe d’Europe des clubs champions |
|                                         | Relégation en deuxième division                                        |
|                                         | T : Tenant du titre C : Vainqueur de la Coupe d'Écosse P : Promus      |

## Bilan de la saison
| Tableau d'Honneur                |           |
| Compétition                      | Vainqueur |
| Championnat d'Écosse de football | Celtic FC |
| Coupe d'Écosse de football       | Celtic FC |

| Promotions et relégations |                              |
| Promus                    | Greenock Morton Raith Rovers |
| Relégués                  | Ayr United Saint Mirren      |

## Statistiques

### Meilleur buteur
1. Stevie Chalmers, Celtic FC 21 buts